# Open 6ème Sens Métropole de Lyon 2020
Il Open 6ème Sens Métropole de Lyon 2020 è stato un torneo di tennis giocato sul cemento indoor. È stata la 1ª edizione del torneo facente parte della categoria International nell'ambito del WTA Tour 2020. Si è giocato al Palais des Sports de Gerland di Lione in Francia, dal 2 al 8 marzo 2020.

## Partecipanti

### Teste di serie
| Nazionalità | Giocatrice          | Ranking* | Testa di serie |
| ----------- | ------------------- | -------- | -------------- |
| Stati Uniti | Sofia Kenin         | 5        | 1              |
| Francia     | Kristina Mladenovic | 39       | 2              |
| Francia     | Caroline Garcia     | 47       | 3              |
| Francia     | Alizé Cornet        | 58       | 4              |
| Belgio      | Alison Van Uytvanck | 62       | 5              |
| Svizzera    | Jil Teichmann       | 66       | 6              |
| Russia      | Dar'ja Kasatkina    | 73       | 7              |
| Slovacchia  | Viktória Kužmová    | 85       | 8              |

* Ranking al 24 febbraio 2020.

### Altre partecipanti
Le seguenti giocatrici hanno ricevuto una Wild card per il tabellone principale:
- Clara Burel
- Dar'ja Kasatkina
- Chloé Paquet

La seguente giocatrice è entrata in tabellone tramite il ranking protetto:
- Vera Lapko

Le seguenti giocatrici sono passate dalle qualificazioni:

- Irina Bara
- Jaqueline Cristian
- Magdalena Fręch
- Anastasija Komardina
- Marta Kostjuk
- Antonia Lottner

La seguente giocatrice è entrata in tabellone come lucky loser:
- Lesley Pattinama Kerkhove

### Ritiri
Prima del torneo
- Ekaterina Aleksandrova → sostituita da  Anna-Lena Friedsam
- Paula Badosa → sostituita da  Lesley Pattinama Kerkhove
- Margarita Gasparjan → sostituita da  Pauline Parmentier
- Barbora Krejčíková → sostituita da  Mandy Minella
- Anastasija Pavljučenkova → sostituita da  Viktorija Tomova
- Kristýna Plíšková → sostituita da  Tereza Martincová

Durante il torneo
- Jil Teichmann

## Punti
| Evento    | V   | F   | SF  | QF | 2T   | 1T | Q    | Q2   | Q1   |
| Singolare | 280 | 180 | 110 | 60 | 30   | 1  | 18   | 12   | 1    |
| Doppio    | 280 | 180 | 110 | 60 | N.D. | 1  | N.D. | N.D. | N.D. |

## Montepremi
| Evento    | V       | F       | SF     | QF     | 2T     | 1T     | Q    | Q2     | Q1   |
| Singolare | €34,677 | €17,258 | €9,355 | €5,060 | €2,903 | €1,855 | N.D. | €1,359 | €887 |
| Doppio    | €10,952 | €5,806  | €3,226 | €1,855 | N.D.   | €1,226 | N.D. | N.D.   | N.D. |

## Campionesse

### Singolare
Sofia Kenin ha sconfitto in finale  Anna-Lena Friedsam col punteggio di 6-2, 4-6, 6-4.
- È il quinto titolo in carriera per Kenin, il secondo della stagione.

### Doppio
Laura Ioana Paar /  Julia Wachaczyk hanno sconfitto in finale  Lesley Pattinama Kerkhove /  Bibiane Schoofs col punteggio di 7-5, 6-4.